# 아시아고 (치즈)
아시아고(이탈리아어: Asiago)는 이탈리아에서 생산되는 치즈로 소젖을 짜서 만든다. 발효한 상태에 따라 이를 구분하여 부르기도 한다. 오래 발효된 아시아고 치즈는 보통 샐러드, 수프, 파스타와 어울리며 신선한 아시아고는 파니니나 샌드위치에 넣어 먹는다.
원산지 명칭 보호의 영향을 받기 때문에 알프스 지대인 아시아고 지역(베네토주)에서 생산한 것만이 인정 받는다. 여전히 널리 이용되며 많은 양이 생산되는 치즈이다. 현지에서의 생산은 철저하게 검증되며 그 지역은 아시아고 평원과 트렌티노 고원 일대의 목장에서부터 포 계곡 일대의 목초지에 한정한다.